# 1966
1966 (MCMLXVI) var ett normalår som började en lördag i den gregorianska kalendern.

## Händelser

### Januari
- 1 januari

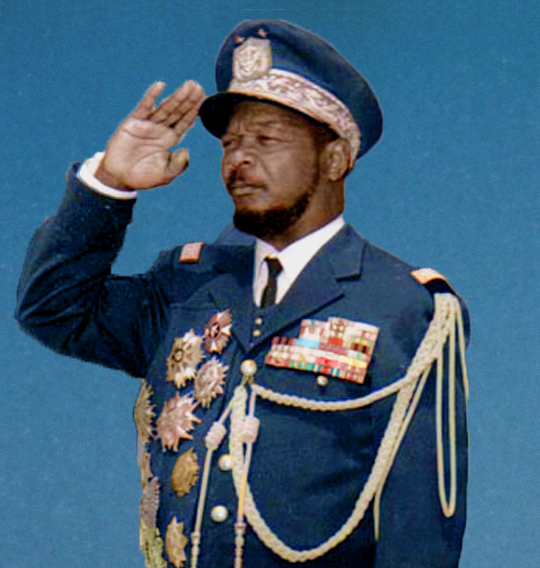
Jean-Bédel Bokassa tar över makten genom en statskupp i Centralafrikanska republiken.

  - Den svenske boxaren Bo Högberg blir europamästare i mellanvikt efter seger mot italienaren Bruno Visintin. En dryg månad senare förlorar han titeln och får käken avslagen mot fransmannen Yoland Levêque [1].
  - Vid en statskupp i Centralafrikanska republiken tar överste Jean-Bedel Bokassa makten.
- 17 januari – Ett B-52 bombflygplan kolliderar med en KC-135 Stratotanker över Spanien och tappar fyra st 70-kilotons vätebomber nära staden Palomares och en femte i havet [2].
- 18 januari – Indira Gandhi utses till Kongresspartiets ledare och ny premiärminister i Indien[3].
- 21 januari – Fredsforskningsutredningen föreslår i sitt betänkande upprättande av ett internationellt fredsforskningsinstitut i Stockholm.
- 24 januari – 117 personer omkommer då ett indiskt trafikflygplan kolliderar med en bergvägg vid Mont Blanc [4].
- 26 januari – De tre barnen från familjen Beaumont försvinner spårlöst på en strand i Adelaide i Australien. Deras försvinnade förblir ett mysterium i Australiens historia.
- 28 januari – En svensk grupp yrkesutbildningssakkunniga föreslår att en enda skola med tre sektorer, gymnasieskola, ska ersätta de tidigare svenska skolformerna gymnasium, fackskola och yrkesskola.
- 29 januari – Dag Hammarskjöld-biblioteket i Uppsala, avsett för internationella frågor och samarbetssträvanden, invigs.

### Februari
- Februari – En köldvåg slår till i Sverige [5].
- 2 februari – Den lägsta lufttemperaturen någonsin i Sverige, -53 grader, uppmäts i Vuoggatjålme [6].
- 3 februari – Den intensiva vinterkylan i Sverige kulminerar. Stockholm har den lägsta köldnoteringen sedan 1871, -25,5 grader.
- 4 februari – 133 personer omkommer då ett japanskt indiskt trafikflygplan störtar i Tokyobukten, Japan [4].
- 11 februari – Europamästaren i lätt mellanviktsboxning, Bo Högberg från Sverige, förlorar sin Europamästartitel i en dramatisk match i Stockholm mot fransmannen Yoland Leveque.
- 15 februari – Vid en postkupp på Göteborgs centralstation tillgrips 918 500 SEK i kontanter. Förövarna grips ett par dagar senare, varvid alla pengar, förutom 45 000, återfinns.
- 17 februari – En explosionsartad brand härjar samrealskolan i Nora i Sverige, varvid två elever omkommer.
- 18 februari – Plastspiralen godkänns som preventivmedel för kvinnor i Sverige [3].
- 19 februari – TV-versionen av August Strindbergs Hemsöborna i regi av Bengt Lagerkvist börjar sändas i svensk TV [7].
- 20 februari – Tågfärjan M/S Malmöhus påseglas i svår dimma av ett isländskt fartyg utanför Köpenhamn. Flera passagerare skadas.
- 21 februari – Frankrikes president Charles de Gaulle tillkännager att Frankrike inte längre tänker delta i NATO-samarbetet [3]
- 23 februari
  - Svåra oväder och skyfall vållar stora skador i Spanien och Portugal [2]
  - Den svenska riksdagen uttalar sig efter livliga debatter för en utredning om statschefens ställning i en parlamentarisk demokrati.
- 24 februari
  - Ghanas president Kwame Nkrumah störtas av en militärjunta ledd av general Joseph Ankarh [3].
  - Generalplanberedningen i Stockholm beslutar att två broar skall byggas på 3 meters höjd över Nybroviken.
- 27 februari – LO-ägda Stockholms-Tidningen utkommer med sitt sista nummer [3]. Den har varit socialdemokratins enda morgontidning i Stockholm [7].

### Mars

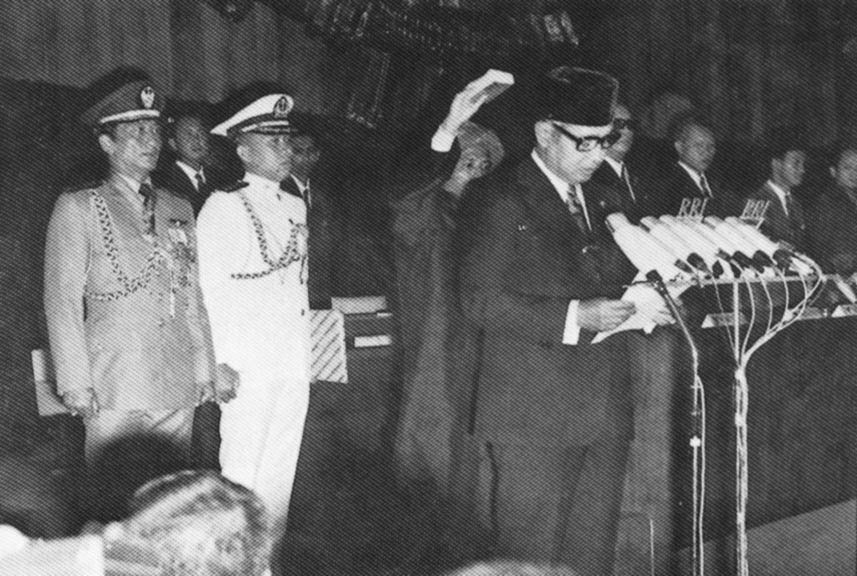
General Suharto tar makten i Indonesien.

- 1 mars – SACO vill att statstjänstemännen skall få två "sabbatssemestrar" om vardera ett halvt år, att tas ut mellan 40 och 50 år samt 50 och 60 år.
- 5 mars – 124 personer omkommer då ett brittiskt flygplan fattar eld och kolliderar med berget Fuji i Japan [4].
- 12 mars – General Suharto tar makten i Indonesien [8].
- 26 mars – Omkring 2 000 personer demonstrerar i Stockholm mot USA:s krigföring i Indokina [7].
- 31 mars – Labour under Harold Wilson vinner allmänna valet i Storbritannien och får en majoritet på 96 platser, en stark förbättring av den majoritet med fem platser man fick i 1964 års val.[9]
- Våren
  - Grundlagsberedningen i Sverige tillsätts, för att utreda hur det nya svenska riksdagssystemet skall se ut.
  - Centerpartiet och Folkpartiet lanserar ett gemensamt program, den så kallade mittensamverkan.
  - Öxabäcks IF, ett av Sveriges tidiga kvinnliga fotbollslag, bildas [10].

### April
- 1 april – Sveriges riksdag skärper piratradiolagen för att omöjliggöra Radio Syds sändningar till Sverige [11].
- 5 april – En konstgjord njure i engångsförpackning har konstruerats av ett lag Lundastudenter under ledning av professor Nils Alwall.
- 14 april – Det värsta aprilvädret i "mannaminne" drar fram över södra Skåne.
- 16 april – Världens dittills enda kvinnliga kosmonaut, Valentina Teresjkova, kommer till Stockholm på ett veckolångt besök.
- 22 april – Sveriges kronprins Carl (XVI) Gustaf tar studentexamen vid Sigtunastiftelsens Humanistiska Läroverk [1].
- 25 april – 6 personer omkommer då ett rälsbusståg kolliderar med ett arbetståg i Holmsveden, Sverige [4]. 15 personer skadas.
- 30 april – Anton Szandor LaVey grundar Church of Satan. Enligt den officiella satanistiska räkningen är år 1966 år 1 AS (Anno Satanas).

### Maj
- 2 maj – Svenske professorn Clarence Crafoord väcker debatt genom att hävda att en människa är död när hjärnan upphör att fungera [7].
- 5 maj – Socialistinternationalens kongress öppnas i Folkets hus i Stockholm med cirka 200 delegater från ett 50-tal länder.
- 6 maj – Den svenska riksdagen beslutar att inrätta ett internationellt fredsforskningsinstitut (SIPRI) [11].
- 9 maj – Kina spränger sin tredje atombomb [2]
- 16 maj – Bob Dylan släpper albumet Blonde on Blonde.
- 20 maj – Per Oscarsson får pris som bäste skådespelare för sin roll i Svält vid filmfestivalen i Cannes [1].
- 28 maj – Ungdomar bränner amerikanska flaggan utanför USA:s ambassad i Stockholm som protest mot USA:s krigföring i Indokina [7].

### Juni
- 7 juni – Startskottet går för kärnkraftverket i Simpevarp.
- 14 juni – Italiens president, Giuseppe Saragat, kommer till Sverige på statsbesök.
- 23 juni – De svenska bankerna beslutar att införa lediga lördagar för sina anställda [7].
- 25 juni – Vid ett våldsamt raggarbråk vid Harnäs utanför Gävle utsätts en polis för stenkastning och blir svårt skadad. Tio poliser strider för sina liv men tvingas fly.
- 30 juni – I Sverige omvandlas de statliga högre allmänna läroverken till kommunala gymnasier.

### Juli

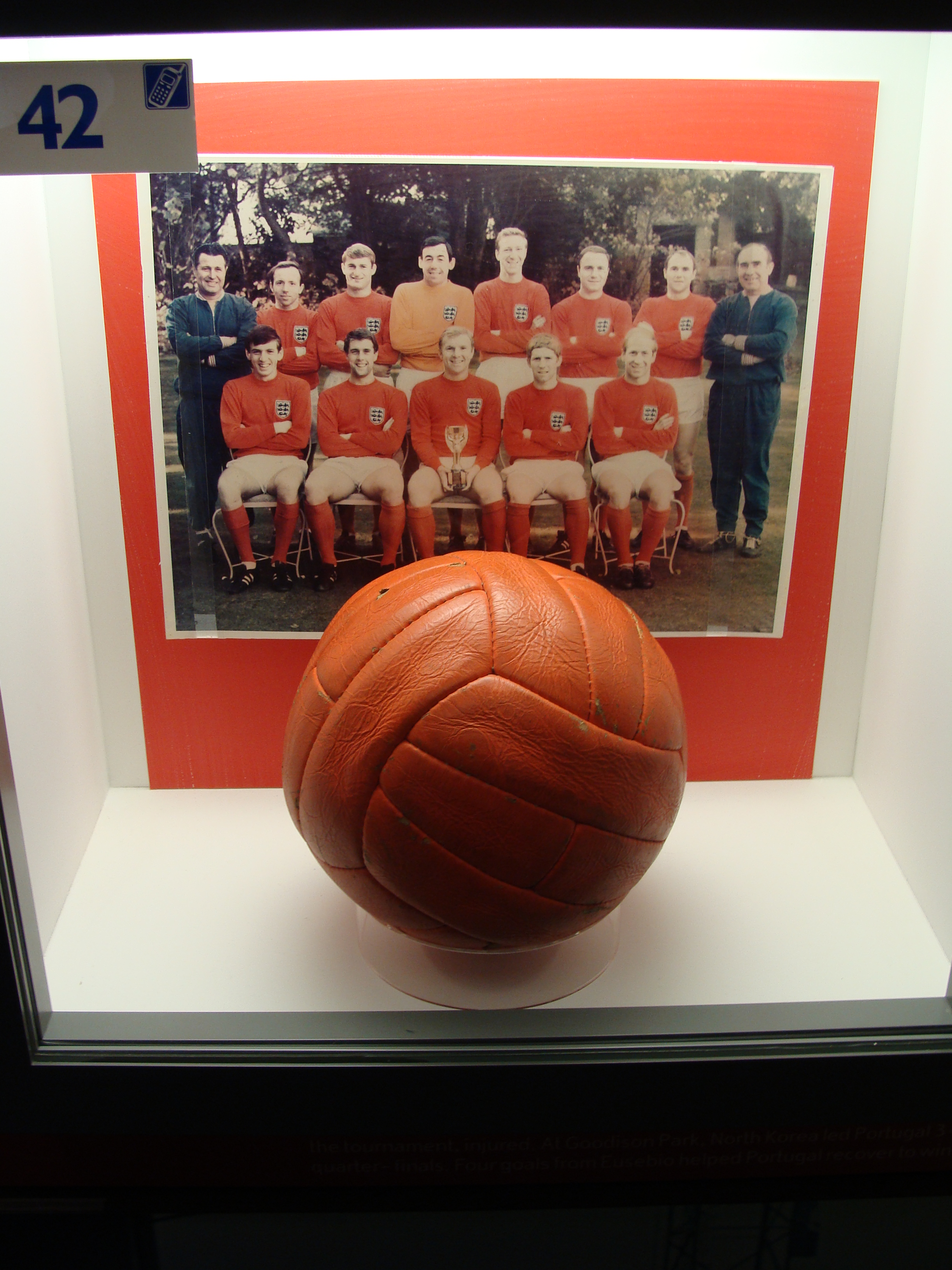
Världsmästerskapet i fotboll hölls i England.

- 2 juli – Frankrike spränger en atombomb över Mururoaatollen [2]
- 7 juli – Ove Kindvall blir Sveriges dittills dyraste fotbollsproffs när han säljs från svenska IFK Norrköping till nederländska Feyenoord för 200 000 SEK [1].
- 17 juli – 19-åriga Margareta Arvidsson från Vänersborg utses i Miami i USA till Miss Universum [3].
- 29 juli – Bob Dylan kraschar med sin motorcykel på managern Albert Grossmans mark i Woodstock, New York. Han tvingades därefter vila en längre tid och därmed också ställa in den pågående världsturnén.
- 25 juli – Göta hovrätt dömer THX-doktorn Elis Sandberg i Aneby till 50 dagsböter för brott mot den svenska läkemedelsförordningen [3].
- 29 juli – 23-årige Gunnar Norgren och 19-årige Clark Olofsson jagas av svensk polis i Södermanland efter att ha allvarligt skottskadat kriminalassistent Ragnar Sandahl. Polismannen avlider senare, och brottslingarna grips inom några veckor [11]. Inbrottsförsöket ägde rum i Nyköping [1].
- 30 juli – England vinner VM-finalen i fotboll i England mot Västtyskland med 4-2 på övertid [3].

### Augusti
- 17 augusti – Volvo presenterar sin nya personbil Volvo 144 [7].
- 18 augusti – Kinas kommunistledare Mao Zedong inleder Kulturrevolutionen, där allt västerländskt inflytande brännmärks [3].
- 19–23 augusti – 3 000 personer omkommer och en miljon blir hemlösa vid en jordbävning i Evzerum, Turkiet [12].
- 20 augusti – Medborgartåget "För en levande landsbygd, kristna livsnormer och monarkins bibehållande", anordnat av disponent Gottfrid Carlsson, kulminerar i Stockholm.
- 21 augusti
  - En miljon rödgardister paraderar förbi Mao Zedong i Peking [1], där Kulturrevolutionen pågår med "Maos lilla röda" som rättesnöre [1].
  - Efter sex års bygge invigs Sveriges största trafikled, Essingeleden i Stockholm [7].
- Augusti – "Centralskolan" i Huskvarna i Sverige byter namn till "Alfred Dalinskolan".

### September

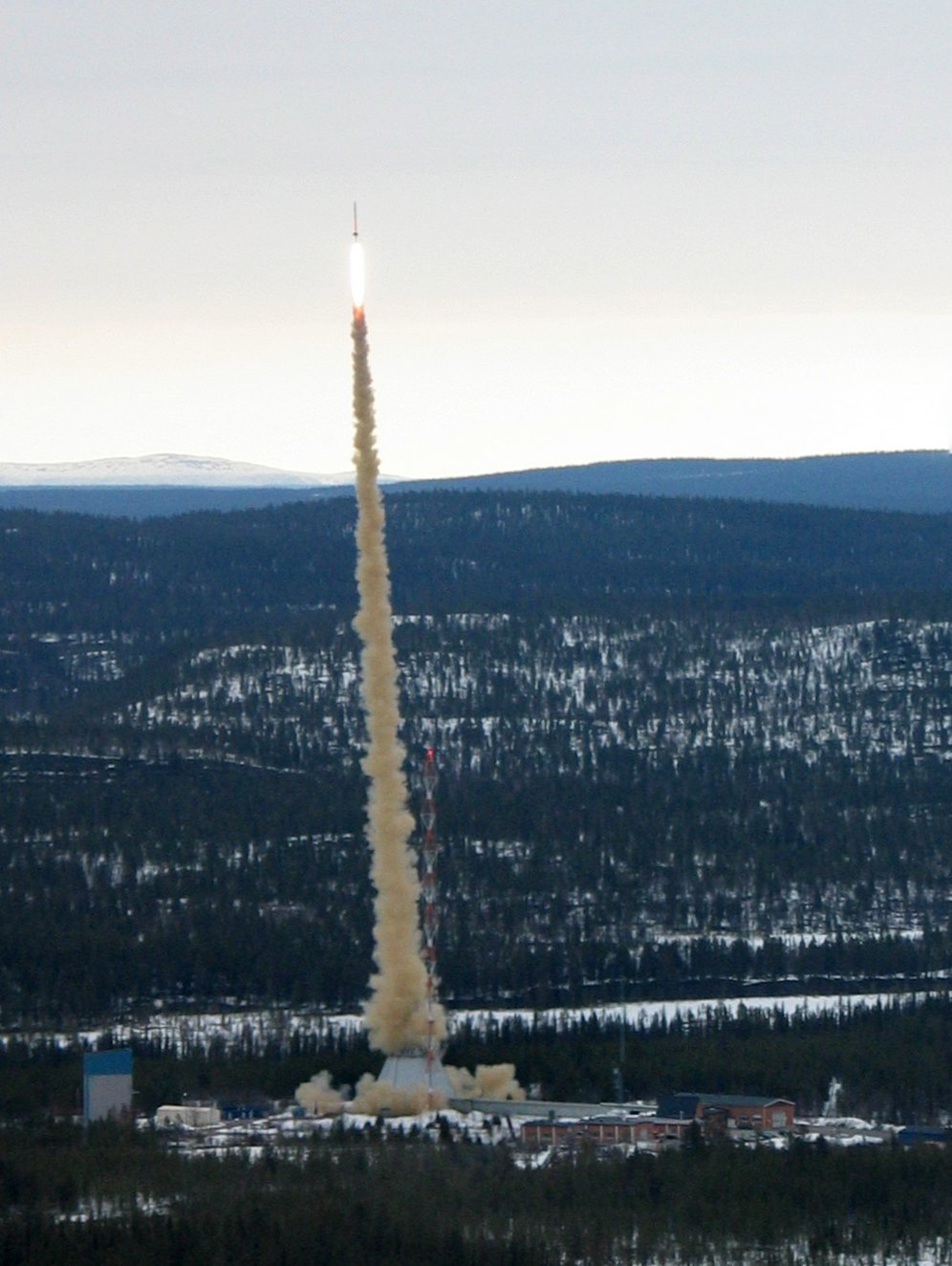
Esrange, den första permanenta basen på svensk mark för civila forskningsraketer, invigs vid Vittangi älv norr om Kiruna.

- 11 september – Sverige vinner friidrottslandskampen mot Finland i Helsingfors för herrar med 208.5-199.5 [13].
- 18 september – I det svenska kommunalvalet går socialdemokraterna tillbaka och gör sitt sämsta val sedan 1932. Alla övriga partier (förutom Folkpartiet) går framåt.
- 24 september – Esrange, den första permanenta basen på svensk mark för civila forskningsraketer, invigs vid Vittangi älv norr om Kiruna.
- 25 september – Sista persontåget mellan Norrköping Ö och Valdemarsvik avgår.
- 29 september – Den amerikanska bilmodellen Chevrolet Camaro presenteras.
- 30 september – Bechuanaland utropas till självständig stat under namnet Botswana [14].

### Oktober
- 1 oktober

Lesotho.

  - Krigsförbrytarna Albert Speer och Baldur von Schirach friges ur Spandaufängelset efter att ha avtjänat sina 20-åriga straff.[3]
  - West Coast Airlines Flight 956 kraschar 8,9 kilometer söder om Wemme i Oregon. 18 personer dödas och ingen överlever. Olyckan är den första förlusten av en DC-9.[15]
- 4 oktober – Basutoland utropas till självständig stat under namnet Lesotho [8].
- 5 oktober – Under en marin övning utanför Göteborg upptäcks en främmande ubåt, som man fäller sjunkbomber mot [7].
- 7 oktober – Den svenska Provierörelsen grundas.
- 11 oktober – SACO utlöser en månadslång lärarstrejk i Sverige, som späds på med lockout, sedan förhandlingarna med Statens avtalsverk strandat. Eleverna får studera på egen hand [7].
- 12 oktober – Den svenska riksdagen får en ny voteringsapparat, som innebär en avsevärd rationalisering av riksdagsarbetet. Anläggningen är den modernaste i världen.
- 20 oktober – 50 000 gymnasieelever och 15 000 högskolestuderande i Sverige ställs utan ordinarie undervisning under strejk och lockout bland SACO-anslutna lärare [3] då den nio dagar långa konflikten utvidgas med att 20 800 lärare, och varar i två veckor [11].
- 21 oktober – En jättehög av kol och slagg sätter sig i rörelse i Aberfan, Wales efter häftigt regn. 144 personer omkommer, 116 av dem skolbarn, och en småskola och 15 andra hus begravs [12].
- 28 oktober – Sveriges sista träkolsblästermasugn i Svartå läggs ned.
- Oktober – SCA köper skogskoncernen Wifstavarfs AB, den största skogskoncernen sedan 1930-talet.

### November
- 4 november – Tre veckors skyfallsliknande regn vållar katastrof i norra Italien och delar av Österrike [2]
- 5 november – Lärarstrejken i Sverige tar slut efter medling.

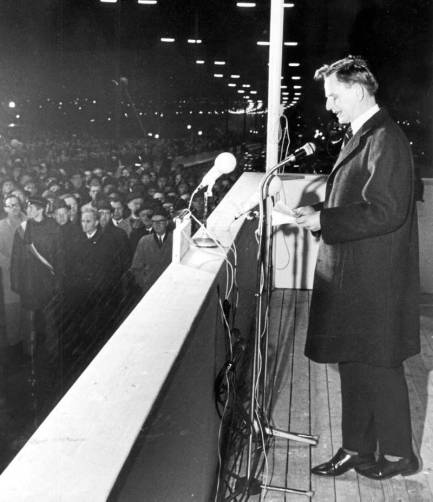
Olof Palme inviger Älvsborgsbron.

- 8 november – Nya Älvsborgsbron i Göteborg, Sveriges största hängbro, invigs av Sveriges kommunikationsminister Olof Palme [3].
- 16 november – SJ:s nya tvåvåningståg provkörs på linjen Malmö–Stockholm.
- 24 november – Första exemplaret av det svenska stridsflygplanet Saab 37 Viggen visas [7].
- 28 november – Göran Palm väcker debatt med sin bok En orättvis betraktelse, där han hävdar att den industrialiserade världen profiterar på u-länderna [7].
- 30 november – Barbados blir självständigt från Storbritannien.
- November – Sveriges första manliga barnmorska utexamineras.[källa behövs]

### December
- 1 december – Julbocken i Gävle sätts på plats för första gången [16].
- 2 december – Skärpt trafikövervakning och strängare trafikregler beslutas i Sverige från 1 januari 1967. Bland annat kan en fotgängare som går mot rött dömas till 15 kronor i böter.
- 4 december – Musikgruppen Cream ger ut skivan Fresh Cream vilket kan ses som inofficiellt födelsedatum för hårdrocken.
- 12 december – Sveriges Radio genomför en programomläggning. Talprogrammen placeras i P1, klassisk musik i P2 och Melodiradion i P3 [11].
- 19 december – 13 man omkommer då ett grekiskt fartyg i svår snöstorm går på grund och bryts itu utanför Holmsund vid inloppet till Umeå.
- 23 december – Sergio Leones film Den gode, den onde, den fule har världspremiär.
- 26 december
  - Jan Troells film Här har du ditt liv efter Eyvind Johnsons självbiografiska roman har premiär med Eddie Axberg i huvudrollen [7].
  - Per Oscarsson klär av sig i bara kalsongerna och föreläser i sexualkunskap under Hylands hörna, varvid en folkstorm utbryter [11].

### Okänt datum
- Sverige börjar ge missbrukare fri narkotika på försök [17].
- Tidningen Ny Tid köps av tidningen Arbetet och byter namn till Arbetet väst.
- Svenska Statens avtalsverk inleder sin verksamhet och skall utveckla och samordna den statliga arbetsgivarpolitiken.
- Sverige undertecknar FN:s internationella konventioner om medborgerliga och politiska samt ekonomiska, sociala och kulturella rättigheter.
- Sydsvenska Dagbladet och Kvällsposten byter politisk inriktning från höger till oberoende liberala.
- Den svenska reklambranschens betalningssystem byts ut, vilket öppnar för ny och kreativ reklam och många nya små reklambyråer.
- Den svenska vargen fridlyses i ett år.
- Tidningen Forskning & Framsteg ges ut för första gången.
- Sveriges Televisions första sändning i färg genomförs.
- Svenska föräldrars rätt att aga sina barn upphör [18].

## Födda

### Första kvartalet

#### Januari
- 1 januari – Embeth Davidtz, amerikansk skådespelare.
- 5 januari – Lili Päivärinta, finländsk/svensk sångare, även programledare i TV, ena halvan av duon Lili & Susie.
- 6 januari
  - Andrew Wood, amerikansk musiker.
  - Sharon Cuneta, filippinsk skådespelare och sångare.
- 8 januari – Bengt Thorn, svensk designer och art director.
- 9 januari
  - Haddaway, Nester Alexander Haddaway, tysk eurodance-artist.
  - Jan Johansen, svensk musiker.
- 12 januari
  - Olivier Martinez, fransk skådespelare.
  - Rob Zombie, amerikansk musiker och regissör.
- 13 januari – Patrick Dempsey, amerikansk skådespelare.
- 14 januari – Marco Hietala, finländsk musiker, basist och sångare i Nightwish.
- 16 januari – Ljubco Georgievski, regeringschef i Makedonien.
- 19 januari
  - Stefan Edberg, svensk tennisspelare, Wimbledon-vinnare 1988 och 1990.
  - Lena Philipsson, svensk artist.
- 22 januari – Billy Zane, amerikansk skådespelare.
- 24 januari – Shaun Donovan, amerikansk demokratisk politiker.
- 26 januari – Olov Johansson, svensk riksspelman.
- 27 januari – Tamlyn Tomita, amerikansk skådespelare.
- 31 januari – JJ Lehto, finländsk racerförare.

#### Februari
- 5 februari
  - José Maria Olazábal, spansk golfspelare.
  - Niklas Holmgren, svensk sportkommentator.
- 6 februari – Rick Astley, brittisk popsångare.
- 11 februari
  - Richard Allan, brittisk parlamentsledamot för Liberal Democrats.
  - Mauri Peltokangas, finländsk politiker.
  - Reuben Sallmander, svensk skådespelare.
  - Johan Söderqvist, svensk kompositör och musiker.
- 13 februari – Jeff Waters, kanadensisk hårdrocksgitarrist
- 16 februari – Niklas Zennström svensk IT-entreprenör.
- 19 februari – Justine Bateman, amerikansk skådespelare.
- 24 februari – Billy Zane, skådespelare.
- 25 februari
  - Alexis Denisof, amerikansk skådespelare.
  - Téa Leoni, amerikansk skådespelare.
- 27 februari – Donal Logue, kanadensisk skådespelare.

#### Mars
- 2 mars – Howard Bernstein, brittisk musik- och filmproducent.
- 3 mars – Timo Tolkki, finländsk musiker, gitarrist i Stratovarius.
- 10 mars – Edie Brickell, amerikansk sångare och kompositör.
- 11 mars – Anna Ulrica Ericsson, svensk skådespelare.
- 19 mars – Tina Acketoft, svensk politiker (folkpartist).
- 21 mars
  - Kenny Bräck, svensk racerförare.
  - Shobhana Chandrakumar, indisk skådespelare.
  - Tomas Tivemark, svensk skådespelare, manusförfattare, filmproducent och kompositör.
- 22 mars – Jan Lundgren, svensk jazzpianist.
- 23 mars – Karin Enström, svensk yrkesofficer och moderat politiker, riksdagsledamot från 1998.
- 26 mars – Michael Imperioli, amerikansk skådespelare.
- 27 mars – Jakob Wegelius, svensk författare och illustratör.
- 30 mars – Paul Oldfield, brittisk underhållare.
- 31 mars – Tomi Immonen, finländsk politiker.

### Andra kvartalet

#### April
- 2 april – Teddy Sheringham, engelsk fotbollsspelare.
- 7 april – Richard Gomez, filippinsk skådespelare.
- 8 april – Robin Wright, amerikansk skådespelare.
- 10 april – Dick Harrison, svensk författare och professor i historia.
- 11 april – Lisa Stansfield, brittisk musiker.
- 12 april – Rigmor Gustafsson, svensk jazzsångare.
- 14 april – Greg Maddux, amerikansk basebollspelare.
- 15 april
  - Samantha Fox, brittisk fotomodell och sångare.
  - Mika Lintilä, finländsk politiker.
- 22 april – Jeffrey Dean Morgan, amerikansk skådespelare.

#### Maj
- 3 maj – Lotta Östlin, svensk skådespelare.
- 8 maj – Rafael Edholm, svensk skådespelare, regissör, manusförfattare och fotomodell.
- 9 maj – Cynthia Nixon, amerikansk skådespelare, känd från Sex and the City.
- 10 maj – Mikael Andersson, svensk ishockeyspelare.
- 11 maj
  - Malin Berghagen, svensk skådespelare.
  - Christoph Schneider, tysk musiker, trummis i Rammstein.
- 15 maj – Sofia Wistam, svensk TV-programledare.
- 16 maj – Janet Jackson, amerikansk sångare.
- 17 maj – Qusay Hussein, Saddam Husseins andre son.
- 18 maj – Issaka Sawadogo, burkinsk-norsk skådespelare.
- 20 maj – Liselotte Neumann, svensk professionell golfspelare.
- 23 maj – Richard Paulson, svensk regissör och manusförfattare.
- 26 maj – Helena Bonham Carter, brittisk skådespelare.
- 28 maj – Preston Haskell IV,

amerikansk företagsledare.

#### Juni
- 3 juni – Sergei In-Fa-Lin, rysk bandyspelare.
- 4 juni
  - Cecilia Bartoli, italiensk mezzosopran.
  - Bill Wiggin, brittisk parlamentsledamot för Conservative från 2001.
- 7 juni – Jean Arp, fransk skulptör, målare och poet [8].
- 8 juni – Julianna Margulies, amerikansk skådespelare.
- 9 juni
  - Kattis Ahlström, svensk journalist och programledare i TV.
  - Camilla Søeberg, dansk skådespelare.
- 10 juni – Joakim Jennefors, svensk röstskådespelare.
- 11 juni
  - Tina Ahlin, svensk pianist, sångerska, munspelare och kompositör.
  - Greg Grunberg, amerikansk skådespelare.
- 14 juni
  - Outi Alanko-Kahiluoto, finländsk riksdagsledamot.
  - Kristian Luuk, svensk programledare.
- 15 juni – Raimonds Vējonis, Lettlands president, (2015–2019).
  - Gwen Walz – Minnesotas första dam.
- 17 juni – Jason Patric, amerikansk skådespelare.
- 22 juni – Annika Kofoed, svensk skådespelare.
- 24 juni – Adrienne Shelly, amerikansk skådespelare, manusförfattare och regissör.
- 25 juni – Zhiwen Wang, kinesisk skådespelare.
- 27 juni
  - J.J. Abrams, amerikansk regissör, manusförfattare och skådespelare.
  - Aigars Kalvītis, lettisk politiker, premiärminister 2004–.
- 28 juni
  - John Cusack, amerikansk skådespelare.
  - Mary Stuart Masterson, amerikansk skådespelare.
- 30 juni
  - Mike Tyson, amerikansk boxare.
  - Marton Csokas,nyzeeländsk skådespelare.

### Tredje kvartalet
- 5 juli
  - Gianfranco Zola, italiensk fotbollsspelare.
  - Tony Irving, brittisk-svensk professionell dansare.
- 9 juli – Fyr Thorvald Strömberg, svensk skådespelare och producent.
- 14 juli – Matthew Fox, amerikansk skådespelare.
- 15 juli
  - Irène Jacob, schweizisk skådespelare.
  - Dan Lipinski, amerikansk demokratisk politiker.
- 17 juli – Sten Tolgfors, svensk moderat politiker, handelsminister 2006–.
- 23 juli – Samantha Beckinsale, brittisk skådespelare.
- 25 juli – Jerker Odelholm, svensk basist.
- 28 juli – Raoul Grünthal, svensk tidningsman, chef på TT.
- 29 juli – Martina McBride, amerikansk countryartist.
- 4 augusti – Kalle Westerdahl, svensk skådespelare.
- 7 augusti – Jimmy Wales, amerikansk entreprenör, grundare av Wikipedia.[19]
- 11 augusti – Paramitha Rusady, indonesisk skådespelare.
- 13 augusti – Yoram Hattab, israelisk skådespelare.
- 14 augusti – Halle Berry, amerikansk skådespelare.
- 15 augusti – Con O´Neill, brittisk skådespelare.
- 19 augusti – Chi An Gramfors, svensk journalist, recensent och manusförfattare.
- 20 augusti
  - Kathy Castor, amerikansk demokratisk politiker, kongressledamot 2007–.
  - Dimebag Darrell, amerikansk gitarrist.
- 29 augusti – Magnus Andersson, journalist, programpresentatör SVT.
- 2 september
  - Salma Hayek, mexikansk skådespelare.
  - Olivier Panis, fransk racerförare.
  - Fredrik Skavlan, norsk programledare.
- 5 september – Karin Bjurström, svensk skådespelare och sångare.
- 6 september – Kendrick Meek, amerikansk demokratisk politiker.
- 8 september – Carola Häggkvist, svensk artist.
- 9 september – Adam Sandler, amerikansk skådespelare och producent.
- 18 september – Tomas Fryk, svensk skådespelare.
- 19 september
  - Petri Huru, finländsk politiker.
  - Eric Rudolph, bombmannen från Olympiska sommarspelen 1996.
- 22 september – Stefan Rehn, svensk fotbollsspelare och tränare.
- 25 september – Jason Flemyng, brittisk skådespelare.
- 27 september – Debbie Wasserman Schultz, amerikansk demokratisk politiker, kongressledamot 2005–.

### Fjärde kvartalet

#### Oktober
- 1 oktober – George Weah, liberiansk fotbollsspelare (anfallare) och politiker.
- 8 oktober – Karyn Parsons, amerikansk skådespelare.
- 9 oktober – David Cameron, brittisk parlamentsledamot (Conservative Party) 2001–, premiärminister 2010–.
- 12 oktober
  - Jannike Björling, svensk fotomodell.
  - Christian Due-Boje, svensk ishockeyspelare.
- 13 oktober – Maria Furtwängler, tysk skådespelare.
- 14 oktober – Justine Kirk, svensk skådespelare, programpresentatör på SVT.
- 16 oktober – Olof Lundh, svensk fotbollsjournalist.
- 19 oktober – Jon Favreau, amerikansk skådespelare och regissör.
- 20 oktober
  - Abu Musab al-Zarqawi, jordansk internationell terrorist.
  - Stefan Raab, tysk komiker och programledare.
- 24 oktober – Matthew Warchus, brittisk regissör och dramatiker.
- 31 oktober
  - Tony Ernst, svensk musikjournalist och redaktör.
  - Adam "Ad-Rock" Horovitz, amerikansk hiphopmusiker

#### November
- 3 november – Louis Herrey, svensk artist.
- 4 november – Petra Verkaik, amerikansk fotomodell.
- 5 november
  - Johan Renck, svensk musiker, även känd som Stakka Bo.
  - Henrik Elmér, svensk ståuppkomiker.
- 6 november – Christian Lorenz, tysk musiker, spelar synthesizer i Rammstein.
- 12 november – David Schwimmer, amerikansk skådespelare.
- 17 november – Sophie Marceau, fransk skådespelare.
- 19 november – Jason Scott Lee, amerikansk skådespelare.
- 23 november – Vincent Cassel, fransk skådespelare.
- 26 november – Garcelle Beauvais, amerikansk skådespelare.
- 30 november – Mika Salo, finländsk racerförare.

#### December
- 6 december
  - Kathy Chow, kinesisk skådespelare.
  - Per-Ulrik Johansson, svensk golfspelare.
- 7 december – C. Thomas Howell, amerikansk skådespelare.
- 9 december – Kirsten Gillibrand, amerikansk demokratisk politiker, senator 2009–.
- 11 december
  - Gary Dourdan, amerikansk skådespelare.
  - Göran Kropp, svensk bergsbestigare och äventyrare.
- 14 december
  - Tim Sköld, svensk musiker.
  - Helle Thorning-Schmidt, dansk politiker, partiledare för Socialdemokraterne 2005–2015 och Danmarks statsminister 2011–2015.
- 20 december – Paul Ritter, brittisk skådespelare.
- 21 december – Kiefer Sutherland, kanadensisk skådespelare.
- 27 december – Eva LaRue, amerikansk skådespelare.
- 30 december – Anna Ulrica Ericsson, svensk skådespelare.
- 31 december – Lars Yngve Johansson, svensk manusförfattare, kompositör och musiker.

## Avlidna

### Första kvartalet

#### Januari
- 1 januari – Vincent Auriol, 81, fransk politiker, tillförordnad ordförande i Frankrikes provisoriska regering 28 november–16 december 1946, Frankrikes president 1947–1954.
- 11 januari
  - Alberto Giacometti, 64, schweizisk skulptör och målare.
  - Hannes Kolehmainen, 76, finländsk långdistanslöpare.
  - Lal Bahadur Shastri, 61, indisk politiker, Indiens premiärminister 1964–1966.
- 14 januari
  - Barry Fitzgerald, 72, irländsk skådespelare.
  - Sergej Koroljov, 59, sovjetisk raketkonstruktör.
- 15 januari – Abubakar Tafawa Balewa, 53, nigeriansk politiker, Nigerias premiärminister 1960–1966.
- 18 januari – Hilja Riipinen, 82, finländsk politiker.
- 22 januari – Otto Schultze, 81, tysk sjömilitär, generalamiral 1942.
- 23 januari – James P. Pope, 81, amerikansk demokratisk politiker, senator 1933–1939.

#### Februari
- 1 februari – Buster Keaton, 70, amerikansk stumfilmsskådespelare och filmmakare.
- 12 februari – Wilhelm Röpke, 66, tysk ekonom.
- 13 februari – Calle Jularbo, 72, svensk musiker, dragspelare [7].
- 14 februari
  - Frithiof Bjärne, 69, svensk skådespelare.
  - Hugo Björne, 80, svensk skådespelare.
- 17 februari – Hans Hofmann, 85, tysk konstnär.
- 20 februari – Chester W. Nimitz, 80, amerikansk amiral.
- 21 februari – Jules Gaston Portefaix, 74, svensk skådespelare och manusförfattare.
- 26 februari
  - Vinayak Damodar Savarkar, 82, indisk författare, politisk aktivist och radikal nationalist.
  - Gino Severini, 82, italiensk målare och ledande futurist
- 27 februari – Alfred P. Sloan, 90, amerikansk företagsledare, från 1923 till 1937 ordförande för General Motors.
- 28 februari – Schamyl Bauman, 72, svensk manusförfattare, producent, filmklippare och regissör.

#### Mars
- 3 mars – Gustaf Wally, 60, svensk dansör, skådespelare, revyaktör, regissör och teaterchef.
- 5 mars – Anna Achmatova, 76, rysk poet.
- 6 mars – Christian Günther, 79, svensk diplomat och politiker, Sveriges utrikesminister 1939–1945 [7].
- 12 mars – Sydney Camm, 72, engelsk flygplanskonstruktör bakom Hawker Hurricane.
- 18 mars – Arthur T. Hannett, 82, amerikansk demokratisk politiker.
- 26 mars – Ragnar Falck, 60, svensk skådespelare, regiassistent och produktionsledare.

### Andra kvartalet

#### April
- 1 april – Flann O'Brien, 54, irländsk författare.
- 4 april – Lorens Marmstedt, 57, svensk regissör, manusförfattare och filmproducent.
- 5 april – Siv Thulin, 43, svensk skådespelare.
- 6 april – John Melin, 70, svensk skådespelare.
- 10 april – Evelyn Waugh, 62, brittisk författare.
- 11 april – Maximiliano Hernández Martínez, 83, salvadoransk militär, El Salvadors statschef 1931–1944.
- 13 april
  - Carlo Carrà, 85, italiensk målare och ledande futurist.
  - Georges Duhamel, 81, fransk författare.
- 19 april – Väinö Tanner, 85, finländsk socialdemokratisk politiker, Finlands statsminister 1926–1927.
- 21 april – Josef Dietrich, 73, tysk generalöverste i Waffen-SS.
- 24 april – Louis A. Johnson, 75, amerikansk advokat och demokratisk politiker, USA:s försvarsminister 1949–1950.
- 30 april – Patrick V. McNamara, 71, amerikansk demokratisk politiker, senator 1955–1966.

#### Maj
- 7 maj – Stanisław Jerzy Lec, 57, polsk författare.
- 12 maj – Felix Steiner, 69, tysk general i Waffen-SS.
- 14 maj – Oluf Høst, 82, dansk målare.
- 15 maj – Alli Halling, 59, svensk skådespelare.
- 19 maj – Theodore F. Green, 98, amerikansk demokratisk politiker, guvernör i Rhode Island 1933–1937, senator 1937–1961.
- 22 maj – Dan Moody, 72, amerikansk demokratisk politiker, guvernör i Texas 1927–1931.
- 26 maj – Olof Molander, 73, svensk regissör och chef för Dramaten [7].
- 27 maj – Sven Melin, 54, svensk skådespelare och sångare.
- 30 maj – Wäinö Aaltonen, 72, finländsk skulptör.

#### Juni
- 1 juni – Papa Jack Laine, 92, amerikansk musiker och orkesterledare.
- 3 juni – Alice Calhoun, 65, amerikansk skådespelare.
- 7 juni – Jean Arp, 79, fransk skulptör, målare och poet.
- 8 juni – Eero Roine, 62, finländsk skådespelare.
- 17 juni – Marja-Liisa Vartio, 41, finländsk författare.
- 20 juni – Georges Lemaître, 71, belgisk präst och astronom.
- 21 juni – Kalle Jutila, 75, finländsk politiker.
- 30 juni
  - Nils Idström, 66, svensk skådespelare, författare och manusförfattare.
  - Nino Farina, 59, italiensk racerförare.

### Tredje kvartalet

#### Juli
- 5 juli – George de Hevesy, 80, ungersk kemist, nobelpristagare 1943.
- 15 juli
  - August Lindberg, 80, svensk fackföreningsledare.
  - Sten Looström, 62, svensk skådespelare.
- 23 juli – Montgomery Clift, 45, amerikansk skådespelare.
- 24 juli – Tony Lema, 32, amerikansk professionell golfspelare.
- 29 juli – Johnson Aguiyi-Ironsi, 42, nigeriansk militär, Nigerias statschef 1966.
- 31 juli
  - Alexander von Falkenhausen, 87, tysk militär.
  - Lars Görling, 34, svensk författare, regissör och manusförfattare.
  - Bud Powell, 41, amerikansk jazzmusiker.

#### Augusti
- 1 augusti – Charles Whitman, 25, amerikansk massmördare.
- 3 augusti – Lenny Bruce, 40, amerikansk komiker och satiriker.
- 6 augusti – Cordwainer Smith, 53, amerikansk författare.
- 9 augusti – Gösta Nystroem, 75, svensk tonsättare[7].
- 13 augusti – Poul Hansen, 53, dansk socialdemokratisk politiker, Danmarks finansminister 1962–1965.
- 14 augusti – Bertil Ehrenmark, 74, svensk skådespelare.
- 15 augusti – Jan Kiepura, 64, polsk operasångare.
- 17 augusti
  - Rolf Billberg, 35, svensk jazzmusiker.
  - Ken Miles, 47, brittisk racerförare.
- 23 augusti – Francis X. Bushman, 83, amerikansk skådespelare.
- 24 augusti – Tadeusz Bór-Komorowski, 71, polsk militär ledare, motståndskämpe, premiärminister i den polska exilregeringen 1947–1949.

#### September
- 2 september – J. Howard McGrath, 62, amerikansk demokratisk politiker.
- 4 september – Martin Sterner, 79, svensk skådespelare och teaterledare.
- 6 september – Hendrik Verwoerd, 64, sydafrikansk politiker.
- 8 september – John Taylor, 33, brittisk racerförare.
- 9 september – Folke Algotsson, 66, svensk tecknare och skådespelare.
- 12 september – Eero A. Wuori, 66, finländsk fackföreningsledare och politiker.
- 13 september – Wiktor Andersson, 79, svensk skådespelare.
- 14 september – Cemal Gürsel, 71, turkisk militär, Turkiets president 1960–1966.
- 22 september – Katie Rolfsen, 63, norsk-svensk skådespelare.
- 28 september – André Breton, 70, fransk poet, surrealismens ledare och främste teoretiker.

### Fjärde kvartalet

#### Oktober
- 2 oktober – Ruth Fröberg, 73, svensk musiker (pianist).
- 8 oktober – Célestin Freinet, 69, fransk pedagog.
- 10 oktober
  - Kurt Bolender, 54, tysk SS-officer.
  - Leslie L. Irvin, 71, amerikansk fallskärmskonstruktör och skapare av Caterpillarklubben.
- 13 oktober – Clifton Webb, 76, amerikansk skådespelare.
- 17 oktober – Cléo de Mérode, 91, fransk dansös.
- 18 oktober
  - Elizabeth Arden, 84, kanadensisk-amerikansk entreprenör.
  - Christian Bratt, 43, svensk skådespelare och sångare.
- 20 oktober – Harry F. Byrd, 79, amerikansk politiker, senator 1933–1965.
- 25 oktober – Johan Helo, 77, finländsk jurist och politiker, Finlands finansminister 1944–1945.
- 26 oktober – Alma Cogan, 34, brittisk sångare.

#### November
- 2 november
  - Peter Debye, 82, nederländsk-amerikansk fysiker och kemist.
  - Pirkko Raitio, 83, finländsk skådespelare.
- 5 november – Dietrich von Choltitz, 71, tysk general, Paris kommendant 1944.
- 10 november – Hans Theodor Hesselberg, 81, norsk meteorolog.
- 11 november – John Norrman, 82, svensk skådespelare.
- 14 november – Steingrímur Steinþórsson, 73, isländsk politiker, Islands statsminister 1950–1953.
- 19 november – Robert Ryberg, 72, svensk skådespelare och teaterdirektör.
- 23 november – Seán T. O'Kelly, 84, irländsk politiker, Irlands president 1945–1959.
- 26 november – Siegfried Kracauer, 77, tysk-amerikansk filmteoretiker och sociolog.
- 30 november – Hildur Lithman, 86, svensk skådespelare.

#### December
- 2 december – Luitzen Egbertus Jan Brouwer, 85, nederländsk matematiker och filosof.
- 3 december – Rolf Sievert, 70, svensk medicinsk fysiker.
- 4 december – Nils Jerring, 63, svensk skådespelare och regissör.
- 9 december – Jurij Sjaporin, 79, sovjetisk kompositör.
- 14 december – Bruno Jalander, 94, finländsk militär och ämbetsman.
- 15 december – Walt Disney, 65, amerikansk tecknare och filmproducent.
- 17 december – Gösta Ström, 73, svensk skådespelare och inspicient.
- 20 december – Albert Göring, 71, tysk affärsman.
- 26 december – Herbert Otto Gille, 69, tysk general i Waffen-SS.
- 27 december
  - Wivi Lönn, 94, finländsk arkitekt.
  - Guillermo Stábile, 61, argentinsk fotbollsspelare.
- 28 december – Einar Oscar Schou, 89, norsk arkitekt.
- 30 december – Christian Herter, 71, amerikansk republikansk politiker, USA:s utrikesminister 1959–1961.

## Nobelpris[20]
- Fysik – Alfred Kastler, Frankrike
- Kemi – Robert Mulliken, USA
- Medicin
  - Peyton Rous, USA
  - Charles B Huggins, USA
- Litteratur
  - Samuel Agnon, Israel
  - Nelly Sachs, Sverige
- Fred – Inget pris utdelades

### Fotnoter
1. 1 2 3 4 5 6 7  100 år med Aftonbladet – 1966, 1999
2. 1 2 3 4 5  Faktakalendern 1997, Semic, 1996
3. 1 2 3 4 5 6 7 8 9 10 11 12  20:e århundrades När Var Hur – 1966, Bernt Himmelstedt, Forum, 1999
4. 1 2 3 4  Faktakalendern 1996, Semic, 1995
5. ↑  75 år Sverige, Carl-Adam Nycop, Bra Böcker, 1976, sidan 197 – Vargavinter i februari 1966
6. ↑  Sverige 1900-talet – Varmare men från ett kallt utgångsläge, NE, Bra Böcker, 2000
7. 1 2 3 4 5 6 7 8 9 10 11 12 13 14 15 16 17  Hundra år i Sverige – 1966, Hans Dahlberg, Albert Bonniers, 1999
8. 1 2 3  Faktakalendern 2000 – 1966 (Utlandet), Semic, 1999
9. ↑  ”1966: Harold Wilson wins sweeping victory”. BBC News. 31 mars 1966. http://news.bbc.co.uk/onthisday/hi/dates/stories/march/31/newsid_4693000/4693142.stm.
10. ↑  ”http://www.bt.se/sport/oxabacks-ifs-damlags-historia(890694).gm Borås tidning 4 oktober 2008 -Öxabäcks IF:s damlags historia”. Arkiverad från originalet den 24 maj 2012. https://archive.is/20120524195022/http://www.bt.se/sport/article890694.ece.
11. 1 2 3 4 5 6  Sverige 1900-talet – 1966, NE, Bra Böcker, 2000
12. 1 2  Faktakalendern 2006, Semic, 2005
13. ↑  75 år Sverige, Carl-Adam Nycop, Bra Böcker, 1976, sidan 198 – Äntligen seger över Finland
14. ↑  ”World Statesmen”. http://www.worldstatesmen.org/Botswana.html.
15. ↑  ”Aircraft Accident Report. West Coast Airlines, Inc DC-9 N9101. Near Wemme, Oregon”. Arkiverad från originalet den 16 februari 2008. https://web.archive.org/web/20080216033755/http://amelia.db.erau.edu/reports/ntsb/aar/AAR67-AF.pdf., Adopted: 11 december 1967
16. ↑  ”Det hände i dag – 1 december”. http://webnews.textalk.com/se/calendar.php?id=9747&type=month&ds=20101201&list=true.
17. ↑  ”Narkotika”. Arkiverad från originalet den 24 maj 2011. https://web.archive.org/web/20110524131828/http://members.fortunecity.com/simulatorsmusicsite/droger/narkotika.htm.
18. ↑  Sverige 1900-talet – Från den lilla, lilla gumman till vilda bebin, NE, Bra Böcker, 2000
19. ↑  ”Wikipedia: 50 languages, 1/2 million articles”. Wikimedia Foundation Press Release. Wikimedia Foundation. 25 april 2004. http://meta.wikimedia.org/w/index.php?title=Wikimedia_press_releases/500,000_Wikipedia_articles&oldid=473206. Läst 10 april 2009.  ”The Wikipedia project was founded in January 2001 by Internet entrepreneur Jimmy Wales and philosopher Larry Sanger,, citerad från det första pressmeddelandet någonsin av Wikimedia Foundation, 25 april 2004.”
20. ↑  ”Nobelpriset”. https://www.nobelprize.org/prizes/lists/all-nobel-prizes/. Läst 10 april 2011.